# Lophuromys chercherensis
Lophuromys chercherensis — вид родини мишеві. L. chercherensis належить підроду Lophuromys.

## Морфологія

### Опис
L. chercherensis є середнім Lophuromys з коротким хвостом. Верхня частина тіла темно-коричнева; нижня половина волосків червона і верхня чорна, розділених жовтою смугою, і чорною точкою. Нижня частина тіла від жовтого до червонувато-сірого кольору; волосся маж білі крапки. Верхня частина передніх ступнів темна, але задня чверть червонувата з коричневою смугою. Волосся на верхній частині хвоста чорне; темно-сіре внизу з білими крапками. 

### Морфометрія
Вага від 36 до 78 (середнє 60) г, довжина голови й тіла від 114 до 145 (128) мм, довжина хвоста від 60 до 65 (63) мм, задня ступня від 20 до 21 (20) мм, а довжина вуха від 17 до 18 (18) мм. Каріотип: 2n=70, FNa=84 (10 метацентричних або субметацентричних 6 субтелоцентричних і 52 акроцентричних аутосом і Х субметацентрична й акроцентрична Y хромосома). Крім того, тварина генетично відрізняється від інших видів.

## Поширення
Вид зустрічається в горах Шершер на сході Ефіопії. Знайдено десять особин з двох місцях на 2000—2700 м над рівнем моря. Розташування на 2700 м над рівнем моря, типова місцевість, складається з порушеного Podocarpus лісу.